# Корнилово (Алтайский край)
Корнилово — село в Каменском районе Алтайского края. Административный центр и единственный населенный пункт Корниловского сельсовета.

## История
Основано в 1765 году. В 1928 году состояло из 1064 хозяйств, основное население — русские. Центр Корниловского сельсовета Каменского района Каменского округа Сибирского края.

## Население
| 1926  | 1997  | 1998  | 1999  | 2000  | 2001  | 2002  | 2003  | 2004  | 2005  | 2006  | 2007  | 2008  | 2009  |
| ----- | ----- | ----- | ----- | ----- | ----- | ----- | ----- | ----- | ----- | ----- | ----- | ----- | ----- |
| 5362  | ↘2195 | ↘2188 | ↘2144 | ↗2150 | ↗2168 | ↘2020 | ↗2049 | ↘2040 | ↘2017 | ↘1967 | ↘1917 | ↘1846 | ↘1393 |
| 2010  | 2011  | 2012  | 2013  | 2014  | 2015  | 2016  | 2017  | 2018  | 2019  | 2020  | 2021  |       |       |
| ↗1423 | ↘1417 | ↘1368 | ↘1350 | ↘1331 | ↘1273 | ↘1238 | ↘1221 | ↘1200 | ↘1166 | ↘1118 | ↘1075 |       |       |

## Известные уроженцы
- Александр Павлович Филатов (1922—2016) — советский партийный работник, первый секретарь Новосибирского обкома КПСС (1978—1988)[14].